# Elmerina cladophora
Elmerina cladophora är en svampart som först beskrevs av Miles Joseph Berkeley, och fick sitt nu gällande namn av Giacopo Bresàdola 1912. Elmerina cladophora ingår i släktet Elmerina, ordningen Auriculariales, klassen Agaricomycetes, divisionen basidiesvampar och riket svampar.   Inga underarter finns listade i Catalogue of Life.